# ソフトウェアアート
ソフトウェアアート（英: Software art）は、コンピュータソフトウェアによる芸術作品、あるいはソフトウェアからコンセプトを取り入れた芸術作品である。例えば、アーティストが作成した芸術作品としてのアプリケーションソフトウェアなどがある。
パーソナルコンピュータの日常生活への浸透に伴い、芸術分野としてのソフトウェアアートは1990年代後半から徐々に注目されるようになってきた。インターネット（特にWorld Wide Web）との関連が強く、インターネットアートとも密接に関連している。配布や議論はインターネット上で行われることが多い。ソフトウェアアートのサブジャンルとしてブラウザアートがある。
2000年以降、ソフトウェアアートは非常に盛んになってきている。FILE（Electronic Language International Festival、サンパウロ）、Transmediale（ベルリン）、アルス・エレクトロニカ（リンツ）、readme（ヘルシンキ）などのメディアアートやデジタルアートのアートフェスティバルでもソフトウェアアートの比重が大きくなっており、より多くの観客の目に触れ、学界にも注目されつつある。しかし、ソフトウェアアートが分野として定着するかどうかは未知数である。

## 主なアーティストと作品
- Thomas Briggs - アニメーションと科学的視覚化の方法論により非常に複雑な絵画を生み出しているアーティスト
- Nio - Jim Andrews によるWeb向け対話型音響プロジェクト。ソースコードもダウンロード可能で、プログラミング技法とWeb向け対話型音響の詩論についての論文もある。NIO は一種の小型シーケンサである。
- Web Stalker - ロンドンのアーティストグループ I/O/D が 1998年に制作したソフトウェアアート。Webサイトの地図を生成する一種のブラウザ（個々のWebページは表示しない）。
- Netochka Nezvanova - Transmediale 2001 で "artistic software" 部門の賞を受賞した実験的 Web ブラウザ nebula.m81 の作者。その他にも数々のソフトウェアアートを発表している。
- Carnivore - Radical Software Group によるアート的パロディ。Carnivore とはFBIの通信傍受システムの名称。このアートはクライアント-サーバ型アーキテクチャになっており、何人かのアーティストがクライアントを制作した。
- Alexei Shulgin - 386DXパフォーマンスで知られるアーティスト。386DXを使ったPC上でポピュラー音楽の演奏と音声合成による詩の朗読を同時に行ったもの。他にも初期のソフトウェアアート作品がある。
- Adrian Ward - Signwave で Auto-Illustrator （Adobe Illustratorのパロディ）を制作し、いくつかの賞を受賞。Auto-Illustrator はジェネレーティブアートアプリケーションでもある。
- C.E.B. Reas - ジェネレーティブアートとインタラクティブアートのソフトウェアを制作している。アルス・エレクトロニカなどに出品している。
- ZNC browser - Peter Luring が制作したソフトウェア。HTMLのコードを色と音に変換する。
- Jaromil - 各種GNU/Linuxアプリケーションの作者でもあるが、Fork爆弾をアートとして制作したこともある。また、FreeJ という視覚ミキサーを開発し、ライブパフォーマンスなどで使用している。